# Dalbergia subcymosa
Dalbergia subcymosa är en ärtväxtart som beskrevs av Adolpho Ducke. Dalbergia subcymosa ingår i släktet Dalbergia, och familjen ärtväxter. Inga underarter finns listade i Catalogue of Life.